# La monella Chie
La monella Chie (じゃりン子チエ?, Jarinko Chie) è un manga giapponese scritto e disegnato da Etsumi Haruki, serializzato dall'editore Futabasha sulla rivista Manga Action tra il 1978 e il 1997 e in seguito raccolto in 67 volumi, il che lo rende il 26° tra i manga più a lungo editi. Nel 1981 la serie ha ricevuto il premio Shogakukan per i manga.
La monella Chie ha ricevuto due adattamenti animati, il primo nel 1981 come film anime, prodotto da Tokyo Movie Shinsha e da Toho e diretto da Isao Takahata. Dopo il successo del film è seguita una serie televisiva anime in 64 episodi diretta dallo stesso Takahata, prodotta da Tokyo Movie Shinsha e trasmessa in Giappone tra il 3 ottobre 1981 e il 25 marzo 1983. La serie TV ha avuto un seguito di 39 episodi per la regia di Kazuyoshi Yokota, trasmesso tra il 19 ottobre 1991 e il 13 ottobre 1992. Tutte queste produzioni sono inedite in Italia.

## Trama
I genitori della piccola Chie sono separati per colpa dello stile di vita disordinato del padre. La piccola quindi vive con i nonni ad Osaka e li aiuta nella gestione del loro piccolo ristorante. Nonostante la mancanza di un nucleo famigliare completo, Chie affronta la vita e i suoi piccoli guai quotidiani (molto spesso causati dal padre, fracassone ed infantile) con una grande allegria e vitalità, forse sperando in una futura riconciliazione dei genitori.

## Media

### Manga
Il manga, scritto e disegnato da Etsumi Haruki, è stato serializzato dal 28 settembre 1978 al 5 agosto 1997 sulla rivista Manga Action edita da Futabasha. I capitoli sono stati raccolti in 67 volumi tankōbon pubblicati dal 15 maggio 1979 al 12 dicembre 1997. Successivamente il manga è stato raccolto in 47 volumi distribuiti dall'11 settembre 1998 al 2 marzo 2004 e in 34 volumi bunkoban pubblicati dal 12 settembre 2019 al 12 luglio 2023.
In Italia la serie è stata annunciata nell'aprile 2023 da Toshokan che l'ha pubblicata nel formato tankōbon della prima edizione dal 22 novembre 2023 al 6 novembre 2024, interrompendola al sesto volume. La traduzione dei testi è stata curata da Roberto Pesci, mentre il lettering è stato realizzato da Marco Guerra.
| Nº | Data di prima pubblicazione | Data di prima pubblicazione | Data di prima pubblicazione | Data di prima pubblicazione |
| Nº | Giapponese                  | Giapponese                  | Italiano                    | Italiano                    |
| -- | --------------------------- | --------------------------- | --------------------------- | --------------------------- |
| 1  | 15 maggio 1979              | ISBN 4-575-81200-5          | 22 novembre 2023            | ISBN 978-88-524-0077-3      |
| 2  | 10 settembre 1979           | ISBN 4-575-81201-3          | 22 novembre 2023            | ISBN 978-88-524-0089-6      |
| 3  | dicembre 1979               | ISBN 4-575-81202-1          | 21 febbraio 2024            | ISBN 978-88-524-0093-3      |
| 4  | 5 marzo 1980                | ISBN 4-575-81203-X          | 29 maggio 2024              | ISBN 978-88-524-0294-4      |
| 5  | 1º maggio 1980              | ISBN 4-575-81204-8          | 31 luglio 2024              | ISBN 978-88-524-0281-4      |
| 6  | 25 luglio 1980              | ISBN 4-575-81205-6          | 6 novembre 2024             | ISBN 978-88-524-0273-9      |
| 7  | 15 novembre 1980            | ISBN 4-575-81206-4          | —                           | ISBN 978-88-524-0209-8      |
| 8  | 20 febbraio 1981            | ISBN 4-575-81207-2          | —                           | ISBN 978-88-524-0214-2      |
| 9  | 18 maggio 1981              | ISBN 4-575-81208-0          | —                           | —                           |
| 10 | 9 agosto 1981               | ISBN 4-575-81209-9          | —                           | —                           |
| 11 | 24 novembre 1981            | ISBN 4-575-81210-2          | —                           | —                           |
| 12 | 14 febbraio 1982            | ISBN 4-575-81211-0          | —                           | —                           |
| 13 | 24 giugno 1982              | ISBN 4-575-81212-9          | —                           | —                           |
| 14 | 16 agosto 1982              | ISBN 4-575-81213-7          | —                           | —                           |
| 15 | 19 dicembre 1982            | ISBN 4-575-81214-5          | —                           | —                           |
| 16 | 20 febbraio 1983            | ISBN 4-575-81215-3          | —                           | —                           |
| 17 | 24 giugno 1983              | ISBN 4-575-81216-1          | —                           | —                           |
| 18 | 24 ottobre 1983             | ISBN 4-575-81217-X          | —                           | —                           |
| 19 | 9 gennaio 1984              | ISBN 4-575-81218-8          | —                           | —                           |
| 20 | maggio 1984                 | ISBN 4-575-81219-6          | —                           | —                           |
| 21 | 19 agosto 1984              | ISBN 4-575-81220-X          | —                           | —                           |
| 22 | 24 novembre 1984            | ISBN 4-575-81221-8          | —                           | —                           |
| 23 | 19 febbraio 1985            | ISBN 4-575-81222-6          | —                           | —                           |
| 24 | 24 maggio 1985              | ISBN 4-575-81223-4          | —                           | —                           |
| 25 | 13 agosto 1985              | ISBN 4-575-81224-2          | —                           | —                           |
| 26 | 24 novembre 1985            | ISBN 4-575-81225-0          | —                           | —                           |
| 27 | 18 febbraio 1986            | ISBN 4-575-81226-9          | —                           | —                           |
| 28 | 28 maggio 1986              | ISBN 4-575-81227-7          | —                           | —                           |
| 29 | 19 agosto 1986              | ISBN 4-575-81228-5          | —                           | —                           |
| 30 | 19 dicembre 1986            | ISBN 4-575-81229-3          | —                           | —                           |
| 31 | 19 aprile 1987              | ISBN 4-575-81230-7          | —                           | —                           |
| 32 | 19 luglio 1987              | ISBN 4-575-81231-5          | —                           | —                           |
| 33 | ottobre 1987                | ISBN 4-575-81404-0          | —                           | —                           |
| 34 | gennaio 1988                | ISBN 4-575-81429-6          | —                           | —                           |
| 35 | giugno 1988                 | ISBN 4-575-81465-2          | —                           | —                           |
| 36 | novembre 1988               | ISBN 4-575-81500-4          | —                           | —                           |
| 37 | febbraio 1989               | ISBN 4-575-81522-5          | —                           | —                           |
| 38 | maggio 1989                 | ISBN 4-575-81536-5          | —                           | —                           |
| 39 | agosto 1989                 | ISBN 4-575-81558-6          | —                           | —                           |
| 40 | dicembre 1989               | ISBN 4-575-81590-X          | —                           | —                           |
| 41 | aprile 1990                 | ISBN 4-575-81628-0          | —                           | —                           |
| 42 | luglio 1990                 | ISBN 4-575-81650-7          | —                           | —                           |
| 43 | 27 ottobre 1990             | ISBN 4-575-81670-1          | —                           | —                           |
| 44 | febbraio 1991               | ISBN 4-575-81698-1          | —                           | —                           |
| 45 | 27 maggio 1991              | ISBN 4-575-81719-8          | —                           | —                           |
| 46 | agosto 1991                 | ISBN 4-575-81734-1          | —                           | —                           |
| 47 | novembre 1991               | ISBN 4-575-81757-0          | —                           | —                           |
| 48 | 28 marzo 1992               | ISBN 4-575-81776-7          | —                           | —                           |
| 49 | 28 luglio 1992              | ISBN 4-575-81803-8          | —                           | —                           |
| 50 | 28 ottobre 1992             | ISBN 4-575-81822-4          | —                           | —                           |
| 51 | 28 dicembre 1992            | ISBN 4-575-81834-8          | —                           | —                           |
| 52 | aprile 1993                 | ISBN 4-575-81860-7          | —                           | —                           |
| 53 | luglio 1993                 | ISBN 4-575-81881-X          | —                           | —                           |
| 54 | 28 ottobre 1993             | ISBN 4-575-81900-X          | —                           | —                           |
| 55 | gennaio 1994                | ISBN 4-575-81922-0          | —                           | —                           |
| 56 | maggio 1994                 | ISBN 4-575-81953-0          | —                           | —                           |
| 57 | agosto 1994                 | ISBN 4-575-81976-X          | —                           | —                           |
| 58 | novembre 1994               | ISBN 4-575-82001-6          | —                           | —                           |
| 59 | marzo 1995                  | ISBN 4-575-82030-X          | —                           | —                           |
| 60 | luglio 1995                 | ISBN 4-575-82071-7          | —                           | —                           |
| 61 | novembre 1995               | ISBN 4-575-82093-8          | —                           | —                           |
| 62 | marzo 1996                  | ISBN 4-575-82126-8          | —                           | —                           |
| 63 | 28 luglio 1996              | ISBN 4-575-82160-8          | —                           | —                           |
| 64 | 27 ottobre 1996             | ISBN 4-575-82184-5          | —                           | —                           |
| 65 | 11 febbraio 1997            | ISBN 4-575-82210-8          | —                           | —                           |
| 66 | 11 luglio 1997              | ISBN 4-575-82258-2          | —                           | —                           |
| 67 | 12 dicembre 1997            | ISBN 4-575-82295-7          | —                           | —                           |

### Film
Un film d'animazione prodotto da Toho e basato sul manga, è stato proiettato nelle sale cinematografiche giapponesi l'11 aprile 1981. Il cast principale comprendeva Chinatsu Nakayama e Norio Nishikawa, attori della regione del Kansai e comici della Yoshimoto Kogyo, piuttosto che doppiatori professionisti.

### Anime
Una serie televisiva anime è stata prodotta da Mainichi Broadcasting System (MBS) e trasmessa dal 3 ottobre 1981 al 25 marzo 1983 per un totale di 64 episodi totali più uno speciale. Per volere del regista Isao Takahata, i doppiatori che ricoprivano i ruoli di Chie, Tetsu e Mitsuru sono rimasti invariati rispetto alla versione cinematografica, mentre gli altri membri del cast principale comprendevano doppiatori in grado di parlare fluentemente nei dialetto di Osaka, principalmente attori e bambini che vivevano nella regione del Kansai. La sigla d'apertura è stata in gran parte adattata dalla versione cinematografica. I primi 10 episodi sono fondamentalmente gli eventi del film ridoppiati dal cast televisivo (con alcune scene aggiuntive o rielaborate), mentre gli episodi dall'11 in poi sono basati su capitoli del manga originale. In molti casi, due capitoli del manga originale vengono combinati in un unico episodio nell'anime per motivi di lunghezza e talvolta l'ordine degli episodi non corrisponde a quello dei capitoli del manga. Inizialmente la serie veniva trasmessa su Mainichi Broadcasting System, Shin-etsu Broadcasting, TBS e Sanyo Broadcasting e in differita su RCC Broadcasting e altre stazioni. 
Una seconda stagione, intitolata Chie-chan funsenki: Jarinko Chie (チエちゃん奮戦記 じゃりン子チエ? lett. "Le cronache dell'eroica Chie-chan: La monella Chie"), è stata trasmessa su Mainichi Broadcasting System dal 19 ottobre 1991 al 13 ottobre 1992 per un totale di 39 episodi. Il cast era composto, per quanto possibile, dagli stessi doppiatori della serie precedente, fatta eccezione per Norio Nishikawa e Yoshio Kamigata all'epoca erano in pausa. Come nella prima serie, il nuovo cast è composto principalmente da doppiatori in grado di parlare fluentemente il dialetto di Osaka, anche se per diversi personaggi ricorrenti e minori sono stati utilizzati doppiatori che non sapevano parlare il dialetto in questione. L'intero staff è stato sostituito ad eccezione di Satoshi Kato, il direttore del suono, e Shizuo Kurahashi, che lavorato agli effetti. Sebbene Isao Takahata non sia tornato nel ruolo di regista, lo staff principale includeva Kazuyoshi Yokota e un giovane Sunao Katabuchi, che erano entrambi discepoli di Takahata. Inoltre, Shunji Saida, che nella serie precedente fungeva da direttore dell'animazione, si è occupato anche del character design. Questa serie adatta diversi capitoli del manga a partire dal volume 20 in poi.
Entrambe le serie sono state raccolte in cofanetti DVD editi da Bandai Visual.